# Science Fiction Age Readers Poll
Der Science Fiction Age Readers Poll war ein amerikanischer Literaturpreis, der von 1994 bis 2000 fünfmal für Werke aus dem Bereich der Science-Fiction verliehen wurde. Die Preisträger wurden von den Lesern des Magazins Science Fiction Age in den Kategorien
- Story (nur 1994),
- Novella (Kurzroman),
- Novelette (Erzählung) und
- Short Story (Kurzgeschichte)

gewählt.

## Liste der Preisträger
Story
- 1994 Adam-Troy Castro: The Last Robot

Novella
- 1996 Ben Bova: Acts of God
- 1997 Gregory Benford: Immersion
- 1998 Robert Reed: Marrow
- 1999 Kristine Kathryn Rusch: Coolhunting
- 2000 Jack Williamson: Engines of Creation

Novelette
- 1996 Pete D. Manison: VR Marsbase 1
- 1997 Kandis Elliot: The Compassionate Smothering-Death of the Universe
- 1998 Stephen Baxter: Moon Six
- 1999 Jack Williamson: Terraforming Terra
- 2000 Mary A. Turzillo: Mars Is No Place for Children

Short Story
- 1996 Richard Parks: The Ogre’s Wife: Fairy Tales for Grownups
- 1997 Charles Sheffield: The Lady Vanishes
- 1998 Robert Silverberg: On the Inside
- 1999 Terry Bisson: First Fire
- 2000 Bruce Holland Rogers: Bitter Pills